# Ivuna (meteorit)
Meteorit Ivuna je meteorit iz skupine ogljikovih hondritov. Na Zemljo je padel 16. decembra 1938 blizu vasi Ivuna v Tanzaniji. Spada v skupino CI1.
V njem so našli enostavne aminokisline, glicin in beta-alanin.